# Partizani, Varna
Partizani (în bulgară Партизани) este un sat în comuna Dălgopol, regiunea Varna,  Bulgaria. 

## Demografie
Componența etnică a satului Partizani
     Turci (76,93%)
     Bulgari (18,72%)
     Nicio identificare (4,33%)
     Altele (0%)
La recensământul din 2011, populația satului Partizani era de 1.084 locuitori. Din punct de vedere etnic, majoritatea locuitorilor (76,93%) erau turci, cu o minoritate de bulgari (18,72%). Pentru 4,33% din locuitori nu este cunoscută apartenența etnică.